# サンデン観光バス

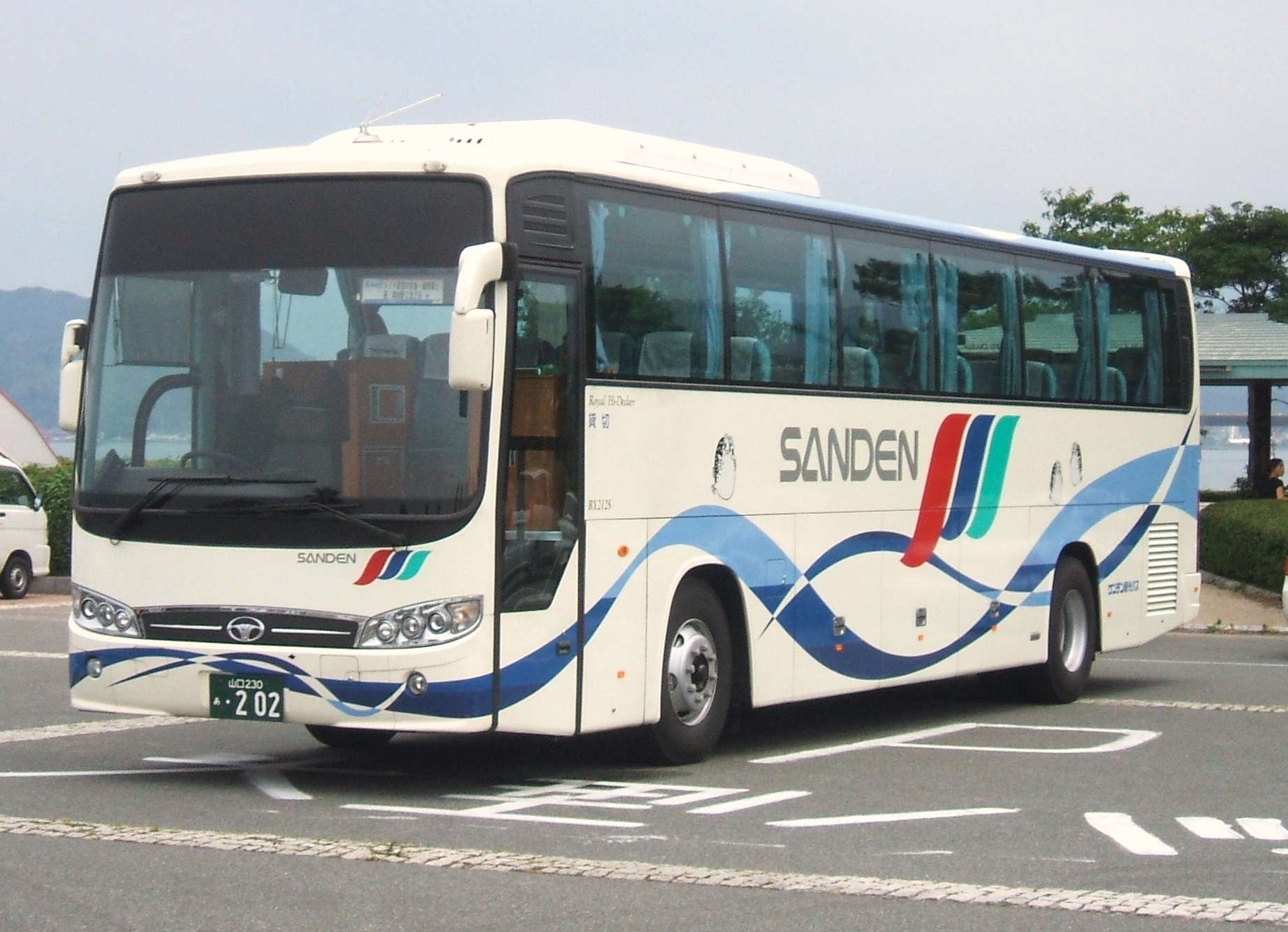
サンデン観光バス（大宇バスBX212）

サンデン観光バス（さんでんかんこうバス）は、山口県下関市に本社を置く貸切専業のバス事業者。同じく下関に本社を置く路線バス事業者のサンデン交通の子会社。

## 路線バス時代
元々は、長距離路線バスの運行を行う合弁出資のバス会社として下関市に設立された山陽急行バスであった。下関駅 - 小野田駅 - 宇部中央 - 小郡駅（現・新山口駅） - 山口駅 - 東萩駅間の、山口県をほぼ縦断する長距離路線バスを運行していた。車体はベージュに赤ラインの独自のカラーリングであった。
後に山口駅 - 東萩駅間（国鉄バス→中国JRバスとの重複区間）を廃止。路線バス営業末期は、サンデン交通が出資比率74%を占める筆頭株主となり、下関駅 - 山口駅間（山口宇部空港経由）、山口県庁→小郡駅→阿知須駅前→山口宇部空港→宇部中央間を運行していた。

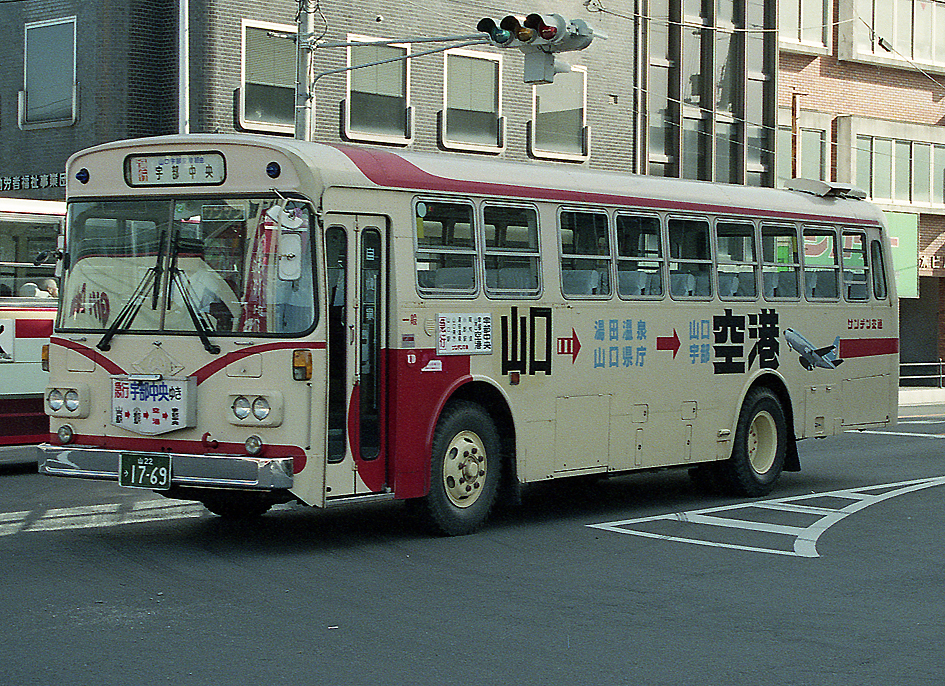
サンデン交通譲受後の旧山陽急行バスの路線車両（1988年）

## 貸切バス時代
その後、営業不振により1988年に路線部門をサンデン交通に譲渡（譲受後サンデン交通は、中国自動車道経由系統を除く旧山陽急行バスの運行系統を廃止）。会社はサンデン交通傘下の貸切専業のバス事業者「サンキュウ観光バス」に改組する。ちなみに、サンキュウとは「山陽急行」の略称であると共に、英語の「サンキュー (Thank you) 」の意味が込められていたようで、英文略称は「S.K.B」ではなく「T.K.B」であった。
2004年、現在の「サンデン観光バス」に改称、山陽急行バス時代から用いられていた「急」の文字をベースとした社章を変更する。
2005年5月、国内のバス事業者としては初めて韓国製のバス（大宇バスBX212を日本向けに改良したもの）2台を購入し、話題となる。韓国からのツアー客向けやサンデン交通主催の日帰りバスツアーなどで使用されていた。（2014年頃廃車）
山陽急行バス時代から永年下関市大和町（下関漁港そば）に本社・車庫を構えていたが、近年下関市形山（サンデン交通新下関営業所そば）に本社を移転し2019年にサンデン交通東駅営業所跡地の現在の場所に再移転している。また、山口市にあったサンデン交通の貸切専業子会社である山口サンデンを吸収合併し、サンデン観光バス山口営業所としている。（山口営業所はサンデン交通山口営業所→山口サンデンを経てサンデン観光バス山口営業所となる。）
近年ではサンデン交通主催の都市間ツアーバス「サンデンライナー」の受託運行も行っていたが、2013年7月31日より施行された「新高速バス制度」の影響を受け運行から撤退した。